# تابش‌کشی
تابش‌کُشی یا رادیسیداسیون (انگلیسی: Radicidation) گونه‌ای از پرتودهی خوراک است که در آن دوزی از پرتو یونیزان به خوراک تابانده می‌شود که برای کاهش تعداد باکتری‌های بیماری‌زای غیر هاگ‌ساز به میزانی که با روش‌های شناخته‌شدهٔ آزمایش مواد غذایی قابل شناسایی نباشند، کافی باشد.
تابش‌کشی، نوعی پاستوریزه‌سازی برشمرده می‌شود و سطح پرتودهی در آن بین ۲ تا ۸ کیلوگری متغیر است. در مواردی که از اصطلاح تابش‌کشی برای از میان بردن انگل‌هایی مانند کرم‌های نواری و تریچینا استفاده می‌شود، میزان دوز تابشی بین ۰/۱ تا ۱ کیلوگری است. این روش قادر به نابود کردن ویروس‌ها نیست.